# Manuel Valls i Gorina
Pour les articles homonymes, voir Valls (homonymie) et Manuel Valls (homonymie).
Manuel Valls i Gorina, née à Badalone le 21 juillet 1920 et mort le 9 septembre 1984 à Barcelone, est un compositeur, professeur et critique musical catalan.

## Biographie
Il a étudié le droit à l'université de Barcelone et la musique au Conservatoire du Liceu avec Aita Donostia (harmonie, orchestration et composition). De formation esthétique indépendante, il a abordé la majorité des genres musicaux. Il a exercé comme professeur à l'université de Barcelone et à l'Escola d'Art Dramàtic Adrià Gual (ca). Il a fait des conférences en différents endroits de la péninsule (Barcelone, Madrid, Santander, Lérida, Tolède, Granollers, etc.) et en 1971, il a dirigé les émissions consacrées à la musique espagnole de l'ORTF de Paris, dans la série La Rose des vents.
Il a été membre de la Societat Catalana de Musicologia et un des responsables dans le domaine de la musique du Congrés de Cultura Catalana (ca), en tant que membre de la Junta Consultiva d'Òmnium Cultural. Il a publié des articles et des critiques dans la presse locale et étrangère, et il a été le critique musical du journal El País, édition de Catalogne. Les archives de Manuel Valls i Gorina sont conservées à la Biblioteca de Catalunya.
Manuel Valls i Gorina est le cousin germain du peintre Xavier Valls i Subirà, père de son homonyme, homme d'État français,.

## Œuvres musicales
Ses œuvres les plus remarquables sont :
- Estudi de dansa en 5/8
- Preludi per a piano
- Concert de guitarra i orquestra
- Tocata per a piano
- Seis canciones del Alto Duero pour voix et piano
- Fantasies en forma de concert pour flûte soliste et cordes
- La Mare de Déu (chant traditionnel catalan) pour chœur
- Poemes de Patrícia: Renaixença, Món, Nit pour chœur

### Football
À côté de son œuvre musicale très riche, il est aussi très connu du public par sa mise en musique du poème de Josep Maria Espinàs et Jaume Picas i Guiu (ca), le Cant del Barça, qui est devenu l'hymne du FC Barcelone,.

### Cinéma
En 1976, il signe la bande originale du film La Ville brûlée d'Antoni Ribas, dont le sujet est la Semaine tragique.

## Écrits
À côté de ses nombreux articles dans des revues et journaux, il a écrit plusieurs livres, seul ou en collaboration :
- La música catalana contemporània : visió de conjunt, Barcelone: Selecta, DL 1960 (Biblioteca Selecta; 283).
- La música española después de Manuel de Falla, Madrid: Revista de Occidente, cop. 1962.
- La música, Revista de Occidente [Madrid], num. 8-9, décembre 1963, pag. 347-360.
- Música i societat : notes per un estudi de la funció social de la música, Barcelone: Rafael Dalmau, 1963 (Panorama actual de les idees; 31-32).
- El prodigiós món de la música, Barcelone: Bruguera, 1966 (Quaderns de cultura; 8).
- Donington, Robert; Valls, Manuel (trad.). Los instrumentos de música, Madrid: Alianza, DL 1967 (Libro de bolsillo; 76).
- La música contemporània i el públic, Barcelone: Edicions 62, 1967 (Llibres a l'abast; 46).
- Història de la música catalana, Barcelone: Taber, DL 1969 (Biblioteca de la Cultura Catalana).
- Aproximación a la música : reflexiones en torno al hecho musical, [Barcelone]: Salvat, 1970 (Biblioteca básica Salvat de libros RTV; 67).
- Música indiscreta : la música, els músics i l'anècdota, Barcelone: Pòrtic, 1970 (Llibre de butxaca; 10).
- Diccionario de la música, 4e éd. Madrid: Alianza, 1971 (Libro de bolsillo; 334).  (ISBN 8-420-61334-7).
- La música en el món d'avui i altres assaigs, Palma de Mallorca: Moll, 1971 (Biblioteca Raixa; 86).
- Entreactes de concert, Barcelone: Pòrtic, 1973 (Llibre de butxaca; 84).  (ISBN 8-473-06029-6).
- La música en cifras, Esplugas de Llobregat: Plaza & Janés, DL 1974 (Testigos de España; 5).  (ISBN 8401811228).
- Höweler, Casper; Valls, Manuel (prólogo y puesta al día). Enciclopedia de la música : guía del melómano y del discófilo, Barcelone: Noguer, 1974.  (ISBN 8427945035).
- Martorell, Oriol; Valls, Manuel. El fet musical, Barcelone: Dopesa2, 1978 (Conèixer Catalunya; 6).  (ISBN 8-472-35348-6).
- Para entender la música, Madrid: Alianza, 1978 (Libro de bolsillo; 697).  (ISBN 8-420-61697-4).
- La música actual, Barcelone: Noguer, 1980 (EMA; 13).  (ISBN 8-427-91317-6).
- Música de tota mena, Barcelone: Clivis, 1982 (Neuma; 5).  (ISBN 8-485-92704-4).
- La Música en el abrazo de Eros : aproximación al estudio de la relación entre música y erotismo, Barcelone: Tusquets, 1982.  (ISBN 8-472-23816-4).
- Mompou, Barcelone: Nou Art Thor, DL 1983 (Gent nostra; 24).  (ISBN 8-473-27068-1).
- Frederic Mompou, Barcelone: SGAE, 1984.
- Martorell, Oriol; Valls, Manuel. Síntesi històrica de la música catalana, Barcelone: La Llar del Llibre, DL 1985 (Coneguem Catalunya; 9).  (ISBN 8-485-70942-X).
- Valls, Manuel; Padrol, Joan. Música y cine, Barcelone: Salvat, 1986 (Biblioteca básica Salvat; 99).  (ISBN 8-434-58359-3).
- Per comprendre la música, Barcelone: Destino, 1986 (Llibres a mà; 39).  (ISBN 8-423-31444-8).
- Mila, Massimo; Valls, Manuel (trad.), Breve historia de la música, Barcelone: Península, 1998 (Historia, ciencia, sociedad; 267).  (ISBN 8-483-07081-2).